# Iglesia de la Sagrada Familia de Nazaret (Baruta)
La Iglesia Sagrada Familia de Nazaret cuyo nombre completo y oficial es  Parroquia Sagrada Familia de Nazaret y San Josemaría Escrivá de Balaguer es un edificio religioso perteneciente a la Iglesia católica localizado en la calle la Solera en la Urbanización La Tahona en el sector de La Trinidad, jurisdicción del Municipio Baruta al sureste del área metropolitana de la ciudad de Caracas o Distrito Metropolitano de Caracas.
Se encuentra al norte del Centro Comercial La Tahona  y de las Residencias La Tahonera, al oeste del Liceo José Alberto Velandia y de la Subestación La Tahona y al sur de las Residencias Parque Urimare. Administrativamente forma parte del Arciprestazgo de Baruta en la Arquidiócesis de Caracas. Se destaca por su arquitectura y por ser preferida en el sector para realización de matrimonios y bautismos.
Atendida por sacerdotes que pertenecen a la Prelatura de la Santa Cruz y Opus Dei, prelatura personal de la iglesia católica